# Маурісіо Серна
Маурісіо Альберто Серна Валенсія (ісп. Mauricio Alberto Serna Valencia, нар. 22 січня 1968, Медельїн, Колумбія) — колумбійський футболіст, що грав на позиції півзахисника.
Виступав, зокрема, за клуби «Атлетіко Насьйональ» та «Бока Хуніорс», а також національну збірну Колумбії.

## Клубна кар'єра
У дорослому футболі дебютував 1990 року виступами за команду клубу «Депортіво Перейра», в якій того року взяв участь у 39 матчах чемпіонату. 
Своєю грою за цю команду привернув увагу представників тренерського штабу клубу «Атлетіко Насьйональ», до складу якого приєднався 1991 року. Відіграв за команду з Медельїна наступні шість сезонів своєї ігрової кар'єри. Більшість часу, проведеного у складі «Атлетіко Насьйональ», був основним гравцем команди.
1997 року уклав контракт з клубом «Бока Хуніорс», у складі якого провів наступні п'ять років своєї кар'єри гравця. 
Згодом з 2002 по 2004 рік грав у складі команд клубів «Пуебла», «Чакаріта Хуніорс» та «Тальєрес».
Завершив професійну ігрову кар'єру у клубі «Атлетіко Насьйональ», у складі якого вже виступав раніше. Прийшов до команди 2005 року, захищав її кольори один сезон, до припинення виступів.

## Виступи за збірну
1993 року дебютував в офіційних матчах у складі національної збірної Колумбії. Протягом кар'єри у національній команді, яка тривала 9 років, провів у формі головної команди країни 51 матч, забивши 2 голи.
У складі збірної був учасником чемпіонату світу 1994 року у США, чемпіонату світу 1998 року у Франції.

## Титули і досягнення
- Чемпіон Колумбії (1):

«Атлетіко Насьйональ»: 1994
- Чемпіон Аргентини (3):

«Бока Хуніорс»: 1998 А, 1999 К, 2000 А
- Володар Кубка Лібертадорес (2):

«Бока Хуніорс»: 2000, 2001
- Володар Міжконтинентального кубка (1):

«Бока Хуніорс»: 2000